# Teunz
Teunz település Németországban, azon belül Bajorországban. Lakosainak száma 1839 fő (2023. december 31.).

## Népesség
A település népessége az elmúlt években az alábbi módon változott:
| Lakosok száma | 550  | 592  | 1117 | 1734 | 1883 | 1862 | 1855 | 1841 | 1839 | 1839 |
|               | 1875 | 1950 | 1975 | 1987 | 2012 | 2014 | 2016 | 2017 | 2021 | 2023 |